# Veszprém Wildfires 2007
Questa voce raccoglie le informazioni riguardanti i Veszprém Wildfires nelle competizioni ufficiali della stagione 2007.

## Divízió II 2007

### Stagione regolare

#### Prima fase
| Budapest 22 aprile 2007 2ª giornata | Budapest Cowboys | 27 – 6 (0-0 13-0 14-0 0-6) | Veszprém Wildfires | Ferencvárosi Torna Club Népligeti Sporttelep (300 spett.) |

| Veszprém 1º maggio 2007 3ª giornata | Veszprém Wildfires | 46 – 20 (20-6 7-0 12-6 7-8) | Kaposvár Golden Fox | Egyetemi stadion (150 spett.) |

#### Seconda fase
| Veszprém 3 giugno 2007 Turno 1 | Veszprém Wildfires | 13 – 7 (d.t.s.) (0-0 0-0 0-0 7-7 6-0) | Eger Heroes | Egyetemi stadion |

| Zalaegerszeg 30 giugno 2007 Turno 4 | Zala Predators | 17 – 7 (3-7 6-0 0-0 8-0) | Veszprém Wildfires | Ifjúsági Sportcentrum |

## Statistiche di squadra
| Competizione      | %Vittorie | In casa | In casa | In casa | In casa | In casa | In casa | In trasferta | In trasferta | In trasferta | In trasferta | In trasferta | In trasferta | Totale | Totale | Totale | Totale | Totale | Totale |
| Competizione      | %Vittorie | G       | V       | N       | P       | Pf      | Ps      | G            | V            | N            | P            | Pf           | Ps           | G      | V      | N      | P      | Pf     | Ps     |
| ----------------- | --------- | ------- | ------- | ------- | ------- | ------- | ------- | ------------ | ------------ | ------------ | ------------ | ------------ | ------------ | ------ | ------ | ------ | ------ | ------ | ------ |
| Stagione regolare | .500      | 2       | 2       | 0       | 0       | 59      | 27      | 2            | 0            | 0            | 2            | 13           | 44           | 4      | 2      | 0      | 2      | 72     | 71     |
| Totale            | .500      | 2       | 2       | 0       | 0       | 59      | 27      | 2            | 0            | 0            | 2            | 13           | 44           | 4      | 2      | 0      | 2      | 72     | 71     |